# Ежен Йонеско
Еже́н Йонéско (фр. Eugène Ionesco, Еудже́н Йоне́ску, рум. Eugen Ionescu; нар. 26 листопада 1909, Слатіна, Румунія — пом.28 березня 1994, Париж, Франція) — румунський і французький письменник, драматург.

## Біографія
Народився 26 листопада 1909 року в Румунії, у місті Слатіна. Його батько, адвокат за професією, був румуном, мати — француженкою. Ледь дитині виповнився рік, родина переїхала до Франції. Рідною мовою для Ежена Йонеско стала французька. І своєю батьківщиною він завжди вважав не Румунію, а Францію. Спочатку через негідне ставлення батька, який покинув родину, залишивши її напризволяще, і протягом багатьох років не подавав про себе ніяких звісток; з роками цей вибір отримав і щось на зразок політичного обґрунтування. У Франції, спочатку в Парижі, потім у провінції, майбутній письменник прожив до чотирнадцятилітнього віку, після чого йому довелося знову повернутися до Румунії, оскільки через розлучення батьків права на дітей одержав батько. Там хлопець закінчив школу, потім філологічний факультет Бухарестського університету і здобув спеціальність викладача французької мови й літератури. У 1936 році Йонеско одружився, а в 1938 році йому вдалося домогтися стипендії для написання у Франції дисертації «Тема гріха й смерті у французькій поезії», і він удруге, тепер уже назавжди, залишив країну, у якій народився. Наукова праця була для нього лише приводом для еміграції: Румунія того часу впевнено йшла шляхом фашистської диктатури, і дихати там ставало усе нестерпніше.
У Франції спочатку життя складалося нелегко: Йонеско змінив кілька професій, найдовше пропрацювавши коректором у марсельському юридичному видавництві.
Першу п'єсу Йонеско було поставлено 1950-го року. Будучи драматургом, швидко здобув славу. У 1970 році його обрали членом Французької Академії.
Помер 28 березня 1994 р. в Парижі.

## Історія творчості
До літературної творчості Ежен Йонеско прилучився ще в Румунії, почавши писати спочатку вірші, потім критичні статті. Про драматургію він не думав і неодноразово заявляв, навіть ставши вже відомим драматургом, що ніколи не любив театр. Тому до справжнього свого покликання прийшов не відразу. Вирішивши в 1948 році вивчити англійську мову, він узяв самовчитель і став вчитуватися в діалоги якоїсь уявлюваної англійської пари. Раптом у нього сяйнула думка, який величезний комічний і сатиричний заряд може нести в собі повсякденна розмова пересічних людей. Із цих діалогів він, наприклад, довідався, що у тижні сім днів, що стеля перебуває вгорі, а підлога, відповідно, унизу, а також безліч інших таких же непорушних істин, банальностей, що відбилися в діалогах повсякденної мови. Це наштовхнуло Йонеско на думку написати власні варіації на цю тему. Внаслідок подібних вправ з'явилася одноактна п'єса — точніше, «антип'єса», як автор зазначив цей жанр, за назвою «Голомоза співачка», що в 1950 році була поставлена в одному маленькому паризькому театрі. Та перша постановка успіху не мала, але на автора п'єси звернули увагу критики, які стали регулярно висвітлювати все, що виходило з-під його пера, охрестивши його родоначальником «театру абсурду». Відтоді його біографія повністю злилася з хронологією творчості. Кожна нова постановка його п'єс ставала важливою подією паризького театрального життя. А Еженові Йонеско відтепер залишалося тільки писати їх, одну за одною, поступово набуваючи світової слави. У 1970 році його обрали членом Французької Академії. Його твори перекладалися багатьма мовами й ставилися на сценах у багатьох країнах.
Буржуазне суспільство Йонеско завжди критикував. Однак робить він це насамперед тому, що не може не критикувати будь-яке суспільство. Адже суть творчості й особистості Ежена Йонеско — це антиконформізм. До того ж, його недоброзичливе ставлення до батька значною мірою виправдовувалась ще й тим, що відомий румунський адвокат був втіленням конформізму, в 30-і роки віддано слугував фашистській диктатурі, а десять років потому — з тією ж готовністю — комуністичній диктатурі. На відміну від нього, Йонеско вже в ранні роки виробив у собі звичку думати не так, як інші, звичку жити серед людей вільною людиною, не поступаючись своєю сутністю. Набувши один раз духовні й моральні орієнтири, він уже більше не змінював їх.
Що ж стосується абсурду Йонеско, то спочатку він не був пов'язаний з тим філософським абсурдом, що його Сартр і Камю успадкували від К'єркегора. Він народжувався з уважного розгляду повсякденного людського, переважно обивательського, існування. У Йонеско є чудове уміння втілювати в мистецтві повсякденне; підносячи його до рівня загальнолюдського, вічного. Підносячи, але одночасно й окарикатурюючи, витягуючи епізоди з довгого ланцюга своїх і чужих внутрішніх переживань і перетворюючи їх на трагікомедію.
Драматургію Йонеско прийнято ділити на два періоди. Спочатку в п'єсах переважав критичний, провокаційний початок. Будучи абстракціоністськими, зі звичайними театральними умовностями, вони виглядали, як революційні й подобалися критикам лівої орієнтації, які поспішили зарахувати Йонеско до когорти антибуржуазних письменників.
Ці критики дуже помилялися, адже Йонеско прагнув скоріше відродити «чисте» мистецтво, вільне від будь-якої політики й будь-якої ідеології, вільне від брехтівсько-сартрівської дидактики й ангажованості. Найважливішим і найцікавішим у мистецтві Йонеско завжди вважались його відторгненість і примарність. І його власні п'єси народжувалися не з ідей, а з реплік, що подіяли на уяву автора, випадкових образів, сновидінь. Йонеско не любив театр, але з дитинства обожнював лялькові вистави. Може, саме через це персонажі його перших п'єс, таких, як «Голомоза співачка» (1948), «Стільці» (1951), «Жертва обов'язку» (1952), «Амедей, або Як від нього позбутися» (1953), такі безликі й роботоподобні, так схожі на маріонеток, висловлюються такою мовою, не здатні висловити думки, живуть в атмосфері гротеску й беруть участь у дії, що не розвивається, а йде по колу або спрямовується до якої-небудь абсурдної, пародійної розв'язки. Однак, по суті, абсурд навіть тих перших п'єс Йонеско був тільки уявним. Той абсурд лише оголював нерв життя, дозволяв глянути на все довкола по-іншому, помітити в людях їхні комічні риси. І одночасно підкреслити трагізм їхнього існування.
У кінцевому підсумку Йонеско був змушений привселюдно відмежуватися від приписуваних йому ідеологічних намірів, а тому і його творчість, і він сам, що раніше піддавалися нападкам тільки правих ревнителів традицій, стали об'єктами нападок і лівої критики. Ця атмосфера полеміки неабияк сприяла еволюції творчості Йонеско. Гуманізм драматурга став виявлятися в його п'єсах усе сильніше, а самі вони стали більш видовищними. Фантастичний початок у них навіть підсилився, але, попри це, вони стали якщо не більш реалістичними — скоріше вже символістськими,— та зрозумілішими. Почасти завдяки тому, що Йонеско випустив на сцену щось подібне до самого себе, наївного й мужнього Беранже, який відстоює права особистості в боротьбі з суспільством, котре прагне його розчавити.
Уперше цей персонаж з'являється в 1957 році, у п'єсі «Безкорисливий убивця», де він, власне кажучи, персоніфікує людину взагалі, людину, якій протягом всього її життя загрожує насильство, ненависть, смерть. Автор не відмовився від своїх критичних спостережень за повсякденною мовою, від комічних ефектів, що виходять із мовних кліше, від двозначних виразів, від ковзання змісту, від асонансів і алітерацій, якими вирізнялися його ранні п'єси, але наприкінці 60-х років вони ніби відійшли на другий план. Попередня мова перетворилася на тло, що визначало тональність і створювало атмосферу, а крізь неї стала пробиватися гнучкіша, ліричніша мова, насичена образами, роздумами, питаннями, мова набагато класичніша, аніж та, що була раніше. Завдяки Беранже читач і глядач довідалися з п'єс Йонеско про проблеми, що непокоять автора: про труднощі буття («Убивця за покликом»), про те, як він боїться смерті («Король умирає», 1962), про те, як йому хотілося б перебороти земне тяжіння людської долі («Повітряний пішохід», 1962), про його страх перед тоталітаризмом («Носороги», 1960).

## «Носороги»
Життя людей сповнене проявів, які при уважнішому розгляді можуть здатися нелогічними чи навіть абсурдними. Особливо це вражає, коли йдеться про явища суспільного життя, коли кожна окрема людина діє за законами особистої логіки, а в поєднанні виходить щось майже безглузде. Глобальні політичні експерименти XX сторіччя неодноразово закінчувалися трагедіями цілих народів, вони здійснювалися на очах письменників, котрі бачили протиріччя між ідеями та їх втіленням і були свідками того, як великі маси людей, об'єднавшись, робили речі, несумісні зі здоровим глуздом, чого ніколи не вчинили би поодинці, а потім наївно жахалися і твердили, що всі вони нічого не знали й не розуміли.
Не випадково виник особливий художній напрям, що зосередив свою увагу на висвітленні саме цього моменту людського існування. Театр абсурду, одним з найяскравіших представників якого є Ежен Йонеско, котрий порушує проблеми суспільно-філософського плану, змушує подивитися на світ із цього нового ракурсу крізь призму драматургічних засобів. У п'єсах театру абсурду відбувається те, чого начебто ніколи не може бути.
Йонеско, написавши «Носорога», ніби зненацька перетворився на одного з найбільш яскраво виражених політичних письменників. У цій п'єсі він розповів, як на вулицях якогось провінційного містечка раптом стали з'являтися невідомо звідки носороги. Потім з'ясувалося, що на носорогів перетворюються самі жителі містечка, зокрема й колеги Беранже. У них виростав ріг, тіло покривалось твердою шкірою. Вони перли напролом, розтрощуючи на своєму шляху все, що хоч якось відрізнялося від них самих. Зрештою, Беранже залишився в місті єдиною людиною, яка не побажала перетворитися на носорога.
У «носороговій» хворобі проступають дві основні політичні чуми нашого століття: фашизм і комунізм. У п'єсі Йонеско «Носороги» звичайні мешканці пересічного міста починають перетворюватися на носорогів, але це — лише образ, що дозволяє узагальнити сам принцип втрати людьми людської подоби, яка, в свою чергу, є закономірним результатом тоталітарного суспільного устрою. Не має значення, якого саме: художній прийом робить узагальнення універсальним. Коли цю п'єсу було поставлено вперше, більшість глядачів і критиків вважали, що йдеться про націонал-соціалізм, але Йонеско спростовував подібне спрощене тлумачення. Таких «носорогів» можна зустріти не лише в Німеччині, зображене явище ширше за будь-який окремий і конкретний випадок. Радше йдеться про загальні причини та принципи озвіріння людей і про пошук шляхів протистояння, які в п'єсі презентує Беранже — одинак, який стихійно виступає проти тоталітаризму, проти колективних істерій та епідемій під виглядом розуму або ідей, котрі і є, на думку автора, колективним захворюванням. Невдаха та ідеаліст Беранже не дуже схожий на традиційного позитивного героя, але саме він виявляється здатним лишитися людиною. На початку п'єси його образ здається майже невиразним: він не декларує чітких ідей, на відміну від інших персонажів, здається, не має навіть власної позиції, просто одним з перших відчуває небезпеку. Але подальший розвиток подій доводить, хто чого вартий. Відсутність конкретних переконань виявляється програшною лише на перший погляд, хоча спочатку «ідейні» персонажі мають переконливий вигляд, такі, як інтелігентний Жан, переконаний, що «вища людина — це та, яка виконує свій обов'язок» і торочить про «зброю терпимості, культури, інтелігентності». Не випадково серед них з'являється Логік, який усі свої силогізми виводить з класичними логічними помилками. У його прийомах мислення вже заздалегідь закодовані можливості довести будь-що, так само й нелогічність під маскою логічності. Вставна щодо сюжету розмова про котів (якщо чотири лапи — це кіт) — образ подібного мислення. Носорогів довго не бажають помічати. Їхнє існування заперечують, називають «містифікацією», «пропагандою», «ілюзією». Для Беранже вони — реальність, яка йому не подобається: «Тупе чотириноге, котре не варте й однісінького слова! Та ще й люте…».
Коли носорогів стає багато, починають звучати інші голоси протесту, що лунають або декларативно, або непереконливо. Слова Жана перед перетворенням його на тварину висвітлюють додатковий зміст образу «носорогів», не так ідеологічного плану (що навмисне не уточнюється), як самий принцип ставлення до людей: «Я не те що не люблю людей, вони мені байдужі або ж гидкі, хай лиш не стають мені на дорозі, бо я розчавлю їх», «У мене є мета, і я рвуся до неї». У такому підході вже є щось нелюдське. Інший персонаж Дудар, схильний до філософських розмірковувань, запитує риторично: «Хіба можна знати, де зло, а де добро?» і потрапляє у пастку власних переконань: чом би йому не долучитися до великої «усесвітньої родини», коли носорогів більшість? «Треба йти за часом», — каже перед перетворенням на носорога Ботар. «Вибери собі ту реальність, яка тобі підходить»,— радить Беранже Дезі. Вона пропонує йому: «Удвох, без нікого — бути щасливими». Але саме спроба втечі в уявний світ призводить до того, що вона потім починає захоплюватися носорогами — «Це вони народ. І їм добре в їхній шкурі». Беранже вважає, що сам він не надто розуміється на філософії, але відчуває небезпеку серцем. І серце виявляється розумнішим за «розум». Саме цим він вирізняється з свого оточення, і саме здатність відчувати, співчувати, страждати через сумління дозволяють йому опиратися епідемії. Розгадавши головну сутність опору Беранже, можна зрозуміти й авторський задум: щоб не допускати «масового психозу», треба вчитися зберігати в собі людяність.

## Твори
- «Король помирає» (1962)
- «Повітряний пішохід» (1962)
- «Носороги» (1960)
- «Безкорисливий убивця» (1957)
- «Амедей, або Як його позбутися» (1953)
- «Жертва обов'язку» (1952)
- «Стільці» (1951)
- «Голомоза співачка» (1948)